# Förmånstagarförordnande
Förmånstagarförordnande är beteckningen på den del av ett försäkringsavtal som reglerar vem eller vilka som ska erhålla utfallande försäkringsbelopp. Dessa betecknas förmånstagare.
Försäkringstagaren har rätt att själv förfoga över en personförsäkring genom förmånstagarförordnande. Den som fyllt arton år får genom förmånstagarförordnande förordna om sin kvarlåtenskap. Förmånstagarförordnande får också göras av underårig, som är eller varit gift eller som efter fyllda sexton år vill förordna om egendom, över vilken han äger själv råda. Ett förmånstagarförordnande gäller inte, om det har upprättats under påverkan av en psykisk störning.
Ett förmånstagarförordnande och en återkallelse eller ändring av ett sådant förordnande ska för att vara gällande göras genom ett egenhändigt undertecknat meddelande till försäkringsbolaget.
Ett förmånstagarförordnande kan också göras genom att det tas in i försäkringsvillkoren. Ett sådant förordnande förlorar sin verkan om ett nytt förordnande görs.
Ett villkor enligt 7 kap. 2 § äktenskapsbalken (1987:230) om att ett försäkringsbelopp eller en försäkring skall vara förmånstagarens enskilda egendom gäller också.
- Vid en försäkringstagares död har utfallande belopp på en grupplivförsäkring avseende begravningshjälp utan förmånstagarförordnande ansetts ingå i försäkringstagarens skattepliktiga kvarlåtenskap.[5]
- Frågor om giltigheten av standardiserade förmånstagarförordnanden och om jämkning har prövats av Högsta domstolen i NJA 1983 s 725.[6]